# Stazione di Long Island City
La stazione di Long Island City (in inglese Long Island City Station) è una stazione ferroviaria che funge da capolinea occidentale delle linee Main Line e Montauk Branch della Long Island Rail Road. Serve l'omonimo quartiere del borough newyorkese del Queens.

## Storia
La stazione venne attivata il 26 giugno 1854. Il 18 dicembre 1902 il fabbricato viaggiatori di due piani costruito nel 1891 fu distrutto da un incendio e sostituito con una nuova struttura aperta il 26 aprile 1903. Nel 1933, il fabbricato viaggiatori venne demolito nell'ambito dei lavori per il Queens-Midtown Tunnel e non più ricostruito.

## Movimento
La stazione è servita solo durante le ore di punta da alcuni treni delle linee Babylon, Far Rockaway, Hempstead, Long Beach, Montauk, Oyster Bay, PortJefferson, Ronkonkoma e West Hempstead del servizio ferroviario suburbano della Long Island Rail Road.

## Servizi
Le banchine a servizio dei binari sono accessibili ai portatori di disabilità attraverso una serie di rampe.
- Biglietteria automatica

## Interscambi
La stazione interscambia con diverse linee automobilistiche gestite dalla MTA Regional Bus Operations, con il traghetto East River Ferry e con la metropolitana di New York presso la stazione di Vernon Boulevard-Jackson Avenue.
- Fermata metropolitana (Vernon Boulevard-Jackson Avenue, linea 7)
- Fermata autobus
- Fermata traghetto